# Collegio uninominale Sicilia - 01 (2020)
Il collegio elettorale uninominale Sicilia - 01 è un collegio elettorale uninominale della Repubblica Italiana per l'elezione del Senato della Repubblica.

## Territorio
Come previsto dalla legge n. 51 del 27 maggio 2019, il collegio è stato definito tramite decreto legislativo all'interno della circoscrizione Sicilia.
È formato dal territorio di 13 comuni della città metropolitana di Palermo: Altofonte, Belmonte Mezzagno, Capaci, Carini, Cinisi, Ficarazzi, Isola delle Femmine, Misilmeri, Palermo, Terrasini, Torretta, Ustica e Villabate.
Il collegio è parte del collegio plurinominale Sicilia - 01.

## Eletti
| Elezione | Elezione | Senatore           | Partito            |
| -------- | -------- | ------------------ | ------------------ |
|          | 2022     | Dolores Bevilacqua | Movimento 5 Stelle |

## Dati elettorali

### XIX legislatura
Come previsto dalla legge elettorale, 74 senatori sono eletti con sistema a maggioranza relativa in altrettanti collegi uninominali a turno unico.
| Candidati                                 | Candidati                    | Voti    | %     | Liste                          | Voti    | %     |
| ----------------------------------------- | ---------------------------- | ------- | ----- | ------------------------------ | ------- | ----- |
|                                           | Dolores Bevilacqua ✔️ Eletto | 113 509 | 34,09 | Movimento 5 Stelle             | 113 509 | 34,09 |
|                                           | Mario Barbuto                | 105 923 | 31,81 | Fratelli d'Italia              | 57 244  | 17,19 |
| Forza Italia                              | Mario Barbuto                | 105 923 | 31,81 | 33 103                         | 9,94    |       |
| Lega per Salvini Premier                  | Mario Barbuto                | 105 923 | 31,81 | 12 803                         | 3,84    |       |
| Noi moderati/Lupi - Toti - Brugnaro - UDC | Mario Barbuto                | 105 923 | 31,81 | 2 773                          | 0,83    |       |
|                                           | Antonino Terminelli          | 61 287  | 18,40 | Partito Democratico-IDP        | 42 537  | 12,77 |
| Alleanza Verdi e Sinistra                 | Antonino Terminelli          | 61 287  | 18,40 | 8 882                          | 2,67    |       |
| +Europa                                   | Antonino Terminelli          | 61 287  | 18,40 | 7 514                          | 2,26    |       |
| Impegno Civico - Centro Democratico       | Antonino Terminelli          | 61 287  | 18,40 | 2 354                          | 0,71    |       |
|                                           | Antonella Panzeca            | 22 534  | 6,77  | Sud chiama Nord                | 22 534  | 6,77  |
|                                           | Giuseppa Provino             | 17 370  | 5,22  | Azione - Italia Viva - Calenda | 17 370  | 5,22  |
|                                           | Riccardo Santangelo          | 4 313   | 1,30  | Italexit                       | 4 313   | 1,30  |
|                                           | Andrea Oddo                  | 3 790   | 1,14  | Italia Sovrana e Popolare      | 3 790   | 1,14  |
|                                           | Giovanni Maniscalco          | 3 181   | 0,96  | Unione Popolare                | 3 181   | 0,96  |
|                                           | Alessandro Buonocunto        | 1 090   | 0,33  | Vita                           | 1 090   | 0,33  |
| Totale                                    | Totale                       | 332 997 | 100   |                                | 332 997 | 100   |
|                                           |                              |         |       |                                |         |       |
| Schede bianche                            | Schede bianche               | 10 546  | 2,96  |                                |         |       |
| Schede nulle                              | Schede nulle                 | 12 265  | 3,45  |                                |         |       |
| Votanti                                   | Votanti                      | 355 846 | 54,82 |                                |         |       |
| Elettori                                  | Elettori                     | 649 072 |       |                                |         |       |